# Warappakreek
De Warappakreek of Warapperkreek is een kreek in het district Commewijne in Suriname. 
De kreek is een aftakking van de Matapicakreek  die op zijn beurt weer aftakt van de Commewijne. De naam is waarschijnlijk afgeleid van de vis met de Surinaamse naam Warappa.
Het gebied is tussen 1747 en 1760 in cultuur gebracht. De kreek had oorspronkelijk geen verbinding met de Atlantische Oceaan, maar al in dezelfde eeuw werd er door de slaven van de aanliggende plantages met de hand een doorsteek van 9,5 kilometer gegraven om de ontsluiting van de plantages, zoals Barbados en Maria Petronella in dat gebied te verbeteren.  Het noordelijkste deel van de kreek wordt daarom ook wel aangeduid als het Warappakanaal. Dit kanaal mondt uit in de Atlantische Oceaan. 
De meeste plantages zijn begonnen als koffieplantage, maar  op het eind van de 18e eeuw schakelden er veel over op de teelt van katoen. Het werd de bloeitijd van dit gebied. Het was in die tijd het rijkste plantagegebied van Suriname. Aan de kreek lagen toen twaalf plantages en aan het kanaal lagen er zestien.
De Warappakreek is tijdens de Slag om Suriname  in 1804 door de Engelsen gebruikt om Suriname succesvol in te nemen door via de Commewijne rivier langs de achterkant Fort Nieuw-Amsterdam te verrassen. De bewoners van de plantages moesten een continue strijd tegen het water voeren.  Zo  zijn de plantages Bremen en La Rochechateau, een militaire post en een stuk van plantage Alsimo weggespoeld.
In 1843 was al 70% van de plantages verlaten. De resterende plantages werden na de afschaffing van de slavernij in 1863 steeds meer verlaten. Tot omstreeks 1960 werd de kreek onderhouden, maar is daarna dichtgeslibd. In 2007 en 2008 is hij bijna geheel opnieuw uitgegraven door privéinitiatief van stichting Warappa. Door de afslag aan de kust bleek het kanaal ongeveer twee kilometer korter dan oorspronkelijk. 